# Kemal Koyuncu
Pour les articles homonymes, voir Koyuncu.
Kemal Koyuncu (né le 25 janvier 1985 à İnegöl) est un athlète turc spécialiste du fond et du demi-fond.

## Palmarès
| Date | Compétition                    | Lieu        | Résultat | Épreuve                | Temps          |
| ---- | ------------------------------ | ----------- | -------- | ---------------------- | -------------- |
| 2007 | Championnats d'Europe de cross | Toro        | 1er      | 8,2 km (course junior) | 24 min 31 s    |
| 2007 | Championnats d'Europe espoirs  | Debrecen    | 3e       | 5 000 m                | 13 min 54 s 32 |
| 2009 | Jeux méditerranéens            | Pescara     | 3e       | 5 000 m                | 14 min 04 s 99 |
| 2011 | Championnats d'Europe en salle | Paris-Bercy | 2e       | 1 500 m                | 3 min 41 s 18  |
| 2014 | Championnats des Balkans       | Pitești     | 1er      | 1 500 m                | 3 min 45 s 80  |

### Records
| Épreuve       | Performance    | Lieu          | Date            |
| ------------- | -------------- | ------------- | --------------- |
| 1 500 mètres  | 3 min 38 s 09  | Stockholm     | 29 juillet 2011 |
| 3 000 mètres  | 8 min 19 s 22  | Thessalonique | 18 juin 2006    |
| 5 000 mètres  | 13 min 47 s 41 | Barcelone     | 29 juillet 2010 |
| 10 000 mètres | 28 min 41 s 37 | Neerpelt      | 2 juin 2007     |